# Tangbao
Tangbao (kinesiska: 堂堡) är en köping i sydöstra Kina. Den ligger i stadsdistriktet Yongding i staden Longyan i provinsen Fujian, omkring 280 kilometer sydväst om provinshuvudstaden Fuzhou. Antalet invånare är 5 872. Befolkningen består av 2 936 kvinnor och 2 936 män. Barn under 15 år utgör 16,0 %, vuxna 15-64 år 65 %, och äldre över 65 år 18,0 %.